# Pabé Mongo
Pabé Mongo, literarisches Pseudonym von Pascal Bekolo Bekolo, (geboren 6. Juni 1948 in Doumé, Kamerun) ist ein kamerunischer Schriftsteller. Er schreibt seine Werke auf Französisch.

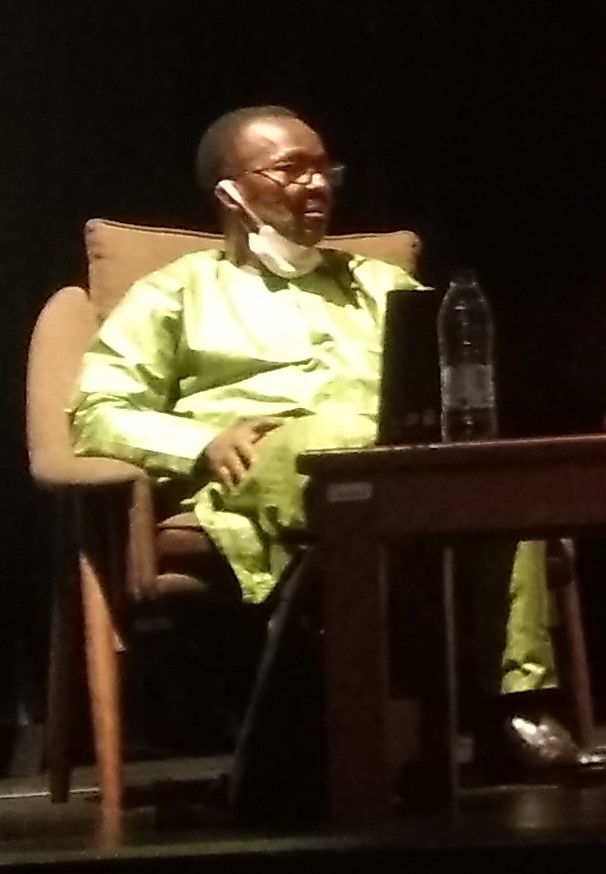
Pabé Mongo (2021)

## Leben
Pascal Bekolo Bekolo wurde nach dem Schulbesuch Verwaltungsbeamter. Er studierte an der Université de Ngaoundéré und an der Universität Yaoundé. Er arbeitete als Lehrer und wurde 1982 Verwaltungsdirektor der Universität in Ngaoundéré.
Bekolo Bekolo publiziert daneben seit 1971 als Schriftsteller unter dem Pseudonym Pabé Mongo. Er schrieb für das Theater, für den Rundfunk, verfasste Romane und Jugendliteratur.

## Werke (Auswahl)
- Innocente Assimba : comédie en quatre actes, CLE, Yaoundé, 1971
- Un enfant comme les autres : nouvelles, CLE, Yaoundé, 1972
- Le Philosophe et le sorcier, Radio-France internationale, Paris, 1979
- Bogam Woup : allégorie de la mutation, CLE, Yaoundé, 1980
- Tel père, quel fils, Nouvelles éditions africaines, Abidjan, Édicef, Paris, 1984 (Jugendliteratur)
- La Guerre des calebasses : ou Le dixième fiancé de Miriam, Édition Le Flambeau, Yaoundé, 1982 (Theater)
- Un totem de plus, Radio-France internationale, Paris, 1985 (Hörspiel)
- Père inconnu, Nouvelles éditions africaines, Paris, 1985 (Jugendliteratur)
- L'homme de la rue : roman, Hatier, Paris, 1987
- Le roi des manchots, 1993 (Theater)
- Nos ancêtres les baobabs : Roman, L’Harmattan, Paris, 1994
- Le Substitut, Radio-France internationale, Paris, 1989
- Pascal Bekolo Bekolo: La disqualification de la nouvelle de l'arsenal littéraire africain pour cause d'inefficacité, mots pluriels, 9. Februar 1999
- Le livre du monde (voyage en Chine), Édi'-Action, Yaoundé, 2001
- Jojo la star du kwa : la nouvelle œuvre littéraire camerounaise : du kwat au palace : essai. Presses universitaires de Yaoundé, Yaoundé, 2009
- Un enfant comme les autres. Édicef, 2011